# Erratomyces crotalariae
Erratomyces crotalariae är en svampart som först beskrevs av M.C. Joshi, och fick sitt nu gällande namn av M. Piepenbr. & R. Bauer 1997. Erratomyces crotalariae ingår i släktet Erratomyces och familjen Tilletiaceae.   Inga underarter finns listade i Catalogue of Life.